# Ungarische Eishockeyliga 1972/73
Die Saison 1972/73 war die 36. Spielzeit der ungarischen Eishockeyliga, der höchsten ungarischen Eishockeyspielklasse. Meister wurde zum insgesamt zehnten Mal in der Vereinsgeschichte Ferencvárosi TC.

## Modus
In der Hauptrunde absolvierte jede der fünf Mannschaften insgesamt 20 Spiele. Der Erstplatzierte der Hauptrunde wurde Meister. Für einen Sieg erhielt jede Mannschaft zwei Punkte, bei einem Unentschieden gab es einen Punkt und bei einer Niederlage null Punkte.

## Hauptrunde

### Tabelle
|    | Klub                 | Sp | S  | U | N  | Tore   | Punkte |
| -- | -------------------- | -- | -- | - | -- | ------ | ------ |
| 1. | Ferencvárosi TC      | 20 | 19 | 1 | 0  | 186:61 | 39     |
| 2. | Újpesti Dózsa SC     | 20 | 11 | 2 | 7  | 123:77 | 24     |
| 3. | Budapesti Vasutas SC | 20 | 8  | 3 | 9  | 91:99  | 19     |
| 4. | Volán SC Budapest    | 20 | 7  | 3 | 10 | 99:112 | 17     |
| 5. | Előre Budapest       | 20 | 0  | 1 | 19 | 43:193 | 1      |

Sp = Spiele, S = Siege, U = unentschieden, N = Niederlagen, OTS = Overtime-Siege, OTN = Overtime-Niederlage, SOS = Penalty-Siege, SON = Penalty-Niederlage